# Три дня лейтенанта Кравцова
«Три дня лейтенанта Кравцова» — телефильм о Великой Отечественной войне режиссёра Александра Даруга. Главную роль сыграл Алексей Воробьёв. Премьера состоялась 9 мая 2012 года на телеканале «Россия-1» и на телеканале «Интер». Релиз на DVD компании «Lizard Cinema Trade» вышел 5 июня 2012 года.

## Сюжет
В 1944 году выпускника пехотного училища лейтенанта Николая Кравцова отправляют на фронт командиром взвода. Он слышал, что средняя продолжительность жизни комвзвода на передовой — три дня. Три дня на фронте проходят, и после ожесточённого боя он остаётся одним из немногих уцелевших из всего взвода.
В эпилоге говорится, что 12 мая 1945 года, через три дня после Победы, гвардии старший лейтенант Кравцов погиб в бою в Германии.

## Производство
Съёмки проходили в 2011 году в подмосковном Ногинске. Актёра на главную роль искали в течение четырёх месяцев.

## В ролях
| Актёр             | Роль                         |
| ----------------- | ---------------------------- |
| Алексей Воробьёв  | лейтенант Николай Кравцов    |
| Ксения Суркова    | Олеся                        |
| Владимир Гостюхин | Матвей Силантьевич           |
| Николай Иванов    | капитан Кондратьев           |
| Кирилл Бурдихин   | рядовой Берёзкин             |
| Кирилл Кяро       | рядовой Рюйтель              |
| Бесо Гатаев       | рядовой Кобалава             |
| Владимир Ямненко  | сержант Пилипенко            |
| Дмитрий Лавров    | рядовой Сидоров              |
| Павел Галич       | Ховрах                       |
| Игорь Арташонов   | рядовой Фиалка               |
| Алексей Гришин    | командир полка               |
| Дмитрий Куличков  | Ткаченко, командир батальона |
| Алексей Даруга    | Мальков                      |
| Сергей Холмогоров | Ермолов, командир батальона  |
| Павел Ерлыков     | командир роты                |
| Дмитрий Гусев     | шофёр                        |
| Игорь Трышков     | солдат                       |
| Илья Оболонков    | солдат                       |
| Сергей Серов      | генерал                      |